# Wereldbeker schaatsen junioren 2016/2017
De wereldbeker schaatsen junioren 2016/2017 (ISU Junior World Cup Speed Skating 2016/17) was de negende editie van de wereldbeker schaatsen junioren. Het seizoen bestond uit drie wedstrijden, allen centraal gehouden. De massastart ging dit jaar opnieuw over tien rondes voor zowel jongens als meisjes. Ook de teamsprint was een officieel onderdeel. De uitslagen van de teamsprint werden in de eindstand opgeteld bij die van de ploegenachtervolging.
Naast de wedstrijden voor junioren (schaatsers die op de eerste dag van het seizoen onder de 19 zijn), waren er voor het eerst ook wedstrijden worden voor neo-senioren (schaatsers die op de eerste dag van het seizoen onder de 23 zijn), ook wel "beloften" of "U23" genoemd. Voor neo-senioren geldt de beperking dat de schaatsers nog niet mogen hebben meegedaan aan wedstrijden van het huidige wereldbekerseizoen 2016/2017.

## Puntenverdeling
| Plaats                       | 1   | 2   | 3   | 4  | 5  | 6  | 7  | 8  | 9  | 10 | 11 | 12 | 13 | 14 | 15 | 16 | 17 | 18 | 19 | 20 | 21 | 22 | 23 | 24 |
| ---------------------------- | --- | --- | --- | -- | -- | -- | -- | -- | -- | -- | -- | -- | -- | -- | -- | -- | -- | -- | -- | -- | -- | -- | -- | -- |
| Wereldbekerfinale            | 150 | 120 | 105 | 90 | 75 | 67 | 60 | 54 | 48 | 42 | 36 | 31 | 27 | 24 | 21 | 18 | 15 | 12 | 9  | 6  | 4  | 3  | 2  | 1  |
| Normale wereldbekerwedstrijd | 100 | 80  | 70  | 60 | 50 | 44 | 40 | 36 | 32 | 28 | 24 | 20 | 18 | 16 | 14 | 12 | 10 | 8  | 6  | 5  | 4  | 3  | 2  | 1  |

## Limiettijden
Om te mogen starten in de wereldbeker schaatsen junioren 2016/2017 moest een schaatser aan de volgende limiettijden hebben voldaan. Deze limiettijden waren identiek aan het vorige jaar. Wel had de ISU de ruimte om een zogenaamde wildcard te geven aan een land om zowel één jongen als één meisje alsnog te laten deelnemen die niet had voldaan aan de limiettijd(en). Ook mochten organiserende landen C-Junioren inschrijven als de ISU er toestemming voor had gegeven. Voor de neo-senioren is de limiet strenger dan voor de junioren.
| Geslacht      | 500m  | 1000m   | 1500m   | 3000m   |
| ------------- | ----- | ------- | ------- | ------- |
| Mannen (U23)  | 37,00 | 1.14,00 | 1.55,00 | 4.05,00 |
| Vrouwen (U23) | 42,00 | 1.24,00 | 2.10,00 | 4.40,00 |
| Jongens (U19) | 41,00 | 1.22,00 | 2.07,00 | 4.25,00 |
| Meisjes (U19) | 45,00 | 1.30,00 | 2.20,00 | 5.00,00 |

## Kalender
| #        | Plaats      | Datum               | 500m                                                                              | 1000m                                                                             | 1500m                                                                             | 3000m                                                                             | massastart                                                                        | teamsprint                                                                        | achtervolging                                                                     | Extra                                                                             |
| -------- | ----------- | ------------------- | --------------------------------------------------------------------------------- | --------------------------------------------------------------------------------- | --------------------------------------------------------------------------------- | --------------------------------------------------------------------------------- | --------------------------------------------------------------------------------- | --------------------------------------------------------------------------------- | --------------------------------------------------------------------------------- | --------------------------------------------------------------------------------- |
| 1        | Minsk       | 26–27 november 2016 | 1x                                                                                | 1x                                                                                | 1x                                                                                | 1x                                                                                | 1x                                                                                | 1x                                                                                |                                                                                   |                                                                                   |
| 2        | Klobenstein | 21–22 januari 2017  | 1x                                                                                | 1x                                                                                | 1x                                                                                | 1x                                                                                | 1x                                                                                | 1x                                                                                |                                                                                   |                                                                                   |
| 3        | Erfurt      | 11–12 februari 2017 | 1x                                                                                | 1x                                                                                | 1x                                                                                | 1x                                                                                | 1x                                                                                |                                                                                   | 1x                                                                                | Wereldbekerfinale, bonuspunten                                                    |
| Helsinki | Helsinki    | 17–19 februari 2017 | Wereldkampioenschappen schaatsen junioren 2017, telt niet mee voor de wereldbeker | Wereldkampioenschappen schaatsen junioren 2017, telt niet mee voor de wereldbeker | Wereldkampioenschappen schaatsen junioren 2017, telt niet mee voor de wereldbeker | Wereldkampioenschappen schaatsen junioren 2017, telt niet mee voor de wereldbeker | Wereldkampioenschappen schaatsen junioren 2017, telt niet mee voor de wereldbeker | Wereldkampioenschappen schaatsen junioren 2017, telt niet mee voor de wereldbeker | Wereldkampioenschappen schaatsen junioren 2017, telt niet mee voor de wereldbeker | Wereldkampioenschappen schaatsen junioren 2017, telt niet mee voor de wereldbeker |

## Uitslagen

### Mannen (U23)
| Wedstrijden    |                            |                              |                                    |                       |                       |                       |                       |
|                | 500m                       | 1000m                        | 1500m                              | 3000m                 | massastart            | teamsprint            | achtervolging         |
| Minsk          | Ihnat Halavatsjoek (35,44) | Ihnat Halavatsjoek (1.11,08) | Magnus Myrhen Kristensen (1.50,05) | Felix Maly (3.50,91)  | Felix Maly            | Noorwegen (1.23,54)   | niet op het programma |
| Klobenstein    | Artem Zolotarev (35,64)    | Viktor Moesjtakov (1.11,15)  | Manuel Gras (1.50,71)              | Manuel Gras (3.59,20) | Pedro Beckert         | Italië (1.23,53)      | niet op het programma |
| Erfurt         | Luca Zanghellini (35,94)   | Daniil Bobyr (1.11,59)       | Alessio Trentini (1.50,73)         | Daniel Nero (3.56,01) | Anton Kapoestin       | niet op het programma | Italië (4.05,20)      |
| Eindklassement |                            |                              |                                    |                       |                       |                       |                       |
|                | 500m                       | 1000m                        | 1500m                              | 3000m                 | massastart            | ploegenonderdelen     | ploegenonderdelen     |
| Goud           | Luca Zanghellini           | Daniil Bobyr                 | Manuel Gras                        | Daniel Nero           | Anton Kapoestin       | Rusland               | Rusland               |
| Zilver         | Artem Zolotarev            | Viktor Moesjtakov            | Alessio Trentini                   | Manuel Gras           | Pedro Beckert         | Italië                | Italië                |
| Brons          | Viktor Moesjtakov          | Luca Zanghellini             | Daniil Bobyr                       | Zhou Bin              | Aleksander Puszkarski | Noorwegen             | Noorwegen             |

### Vrouwen (U23)
| Wedstrijden    |                                 |                                   |                                   |                                 |                 |                       |                       |
|                | 500m                            | 1000m                             | 1500m                             | 3000m                           | massastart      | teamsprint            | achtervolging         |
| Minsk          | Martine Ripsrud (39,49)         | Aleksandra Katsjoerkina (1.17,83) | Aleksandra Katsjoerkina (2.01,58) | Sofie Karoline Haugen (4.20,14) | Li Sishan       | China (1.31,47)       | niet op het programma |
| Klobenstein    | Aleksandra Katsjoerkina (39,49) | Aleksandra Katsjoerkina (1.19,56) | Aleksandra Katsjoerkina (2.02,06) | Anastasia Zoejeva (4.27,88)     | Li Sishan       | Rusland (1.31,88)     | niet op het programma |
| Erfurt         | Aleksandra Katsjoerkina (39,88) | Aleksandra Katsjoerkina (1.18,07) | Aleksandra Katsjoerkina (2.01,14) | Anastasia Zoejeva (4.19,14)     | Li Sishan       | niet op het programma | niet verreden         |
| Eindklassement |                                 |                                   |                                   |                                 |                 |                       |                       |
|                | 500m                            | 1000m                             | 1500m                             | 3000m                           | massastart      | ploegenonderdelen     | ploegenonderdelen     |
| Goud           | Aleksandra Katsjoerkina         | Aleksandra Katsjoerkina           | Aleksandra Katsjoerkina           | Anastasia Zoejeva               | Li Sishan       | Rusland               | Rusland               |
| Zilver         | Anne Gulbrandsen                | Andżelika Wójcik                  | Michelle Uhrig                    | Michelle Uhrig                  | Michelle Uhrig  | China                 | China                 |
| Brons          | Linda Bortolotti                | Michelle Uhrig                    | Andżelika Wójcik                  | Inga Anne Vasaasen              | Gloria Malfatti | Italië                | Italië                |

### Jongens (U19)
| Wedstrijden    |                  |                     |                            |                            |                   |                       |                       |
|                | 500m             | 1000m               | 1500m                      | 3000m                      | massastart        | teamsprint            | achtervolging         |
| Minsk          | Yang Tao (35,38) | Koki Kubo (1.11,46) | Kahanbai Alemasi (1.49,71) | Kahanbai Alemasi (3.51,08) | Kahanbai Alemasi  | Zuid-Korea (1.23,80)  | niet op het programma |
| Klobenstein    | Yang Tao (35,82) | Jin Yanan (1.12,18) | Oh Hyun-min (1.50,40)      | Marwin Talsma (3.55,68)    | Lee Hae-young     | Zuid-Korea (1.23,59)  | niet op het programma |
| Erfurt         | Yang Tao (35,99) | Koki Kubo (1.10,96) | Oh Hyun-min (1.49,89)      | Marwin Talsma (3.50,05)    | Oh Hyun-min       | niet op het programma | Nederland (3.54,47)   |
| Eindklassement |                  |                     |                            |                            |                   |                       |                       |
|                | 500m             | 1000m               | 1500m                      | 3000m                      | massastart        | ploegenonderdelen     | ploegenonderdelen     |
| Goud           | Yang Tao         | Jin Yanan           | Oh Hyun-min                | Marwin Talsma              | Oh Hyun-min       | Noorwegen             | Noorwegen             |
| Zilver         | Sun Xuefeng      | Koki Kubo           | Kahanbai Alemasi           | Kahanbai Alemasi           | Oliver Lindenskov | Nederland             | Nederland             |
| Brons          | Roeslan Zacharov | Thijs Govers        | Jegor Joenin               | Oh Hyun-min                | Jeremias Marx     | Japan                 | Japan                 |

### Meisjes (U19)
| Wedstrijden    |                          |                            |                            |                           |                 |                       |                       |
|                | 500m                     | 1000m                      | 1500m                      | 3000m                     | massastart      | teamsprint            | achtervolging         |
| Minsk          | Daria Katsjanova (38,39) | Daria Katsjanova (1.17,63) | Daria Katsjanova (2.00,35) | Karolina Bosiek (4.16,02) | Elisa Dul       | Japan (1.31,17)       | niet op het programma |
| Klobenstein    | Daria Katsjanova (38,37) | Daria Katsjanova (1.18,63) | Jutta Leerdam (2.01,77)    | Sanne in 't Hof (4.19,53) | Elisa Dul       | Nederland (1.30,97)   | niet op het programma |
| Erfurt         | Daria Katsjanova (38,68) | Jutta Leerdam (1.17,99)    | Joy Beune (2.02,03)        | Sanne in 't Hof (4.15,85) | Miryeong Jeon   | niet op het programma | Nederland (3.07,72)   |
| Eindklassement |                          |                            |                            |                           |                 |                       |                       |
|                | 500m                     | 1000m                      | 1500m                      | 3000m                     | massastart      | ploegenonderdelen     | ploegenonderdelen     |
| Goud           | Daria Katsjanova         | Daria Katsjanova           | Sanne in 't Hof            | Sanne in 't Hof           | Miryeong Jeon   | Nederland             | Nederland             |
| Zilver         | Nan Sun                  | Nan Sun                    | Noemi Bonazza              | Karolina Bosiek           | Elisa Dul       | Polen                 | Polen                 |
| Brons          | Jutta Leerdam            | Jutta Leerdam              | Joy Beune                  | Viola Feichtner           | Sanne in 't Hof | Rusland               | Rusland               |

### Medaillespiegel
Medaillespiegel over de eindklassementen van zowel de U19 als de U23.
| Pos. | Land        | Goud | Zilver | Brons | Totaal |
| ---- | ----------- | ---- | ------ | ----- | ------ |
| 1    | Rusland     | 9    | 2      | 5     | 16     |
| 2    | Nederland   | 4    | 2      | 5     | 11     |
| 3    | China       | 3    | 6      | 1     | 10     |
| 4    | Zuid-Korea  | 3    | 0      | 1     | 4      |
| 5    | Italië      | 2    | 3      | 4     | 9      |
| 6    | Duitsland   | 1    | 5      | 2     | 8      |
| 7    | Noorwegen   | 1    | 1      | 2     | 4      |
| 8    | Wit-Rusland | 1    | 0      | 0     | 1      |
| 9    | Polen       | 0    | 3      | 2     | 5      |
| 10   | Japan       | 0    | 1      | 1     | 2      |
| 11   | Denemarken  | 0    | 1      | 0     | 1      |
| 12   | Oostenrijk  | 0    | 0      | 1     | 1      |